# Турпал
Турпал — деревня в Кадуйском районе Вологодской области.
Входит в состав сельского поселения Семизерье (до 2015 года входила в Барановское сельское поселение), с точки зрения административно-территориального деления — в Барановский сельсовет.
Расположена на берегу небольшой реки, притока Неги (приток Суды). Расстояние по автодороге до районного центра Кадуя — 76 км, до центра сельсовета деревни Барановская — 4 км. Ближайшие населённые пункты — Бережок, Тимохино, Торки.
По переписи 2002 года население — 5 человек.